# Comuna Galten
Galten (Galten Kommune) a fost o comună din comitatul Århus Amt, Danemarca, care a existat între anii 1970-2006. Comuna avea o suprafață totală de 72,73 km² și o populație de 10.976 de locuitori (în 2004), iar din 2007 teritoriul său face parte din comuna Skanderborg.
1. ↑  Danske borgmestre 1970-2018 (PDF)